# Hemitrygon yemenensis
Hemitrygon yemenensis — вид орлякоподібних скатів родини хвостоколових (Dasyatidae). Описаний у 2020 році на основі двох музейних зразків, що зібрані на початку XX століття.

## Поширення
Вид поширений на північному заході Індійського океану біля східного узбережжя Ємену.

## Опис
Ширина диска 22 см.